# Lago Schwarzsee (Zermatt)
O Lago Schwarzsee (Zermatt) Literalmente “O Lago Negro” é um lago de alta montanha que se localiza em Zermatt, município no distrito de Visp, cantão de Valais na Suíça. O lago está localizado abaixo da Montanha Matterhorn a uma altitude de 2552 m.